# Legacy of Kain
Legacy of Kain ist eine Computerspiel-Serie von Crystal Dynamics, die zum Genre des Action-Adventure zählt und vom Kampf zwischen Vampiren und Menschen im fiktiven Reich von Nosgoth handelt.

## Überblick
Die Spieleserie Legacy of Kain (engl. f.: Kains Vermächtnis) wurde mit bisher fünf Teilen für verschiedene Spielkonsolen und Windows entwickelt, wobei nur auf dem PC und der Playstation-Familie alle Teile erschienen sind. Das erste Spiel der Serie, Blood Omen, wurde vom kanadischen Spielentwickler Silicon Knights programmiert, alle folgenden Titel von Crystal Dynamics.
Der Protagonist der Serie ist der Vampirfürst Kain, der vom Schicksal dazu auserkoren wurde, der Hüter des Gleichgewichts in der Welt von Nosgoth zu werden. Sein Name ist eine Anspielung auf den biblischen Kain, der in modernen Vampirgeschichten als Stammvater der bluttrinkenden Untoten gesehen wird. Die Legacy-of-Kain-Serie hat allerdings keine direkten biblischen Bezüge, vielmehr stellt das Reich Nosgoth eine eigenständige fiktive Welt mit einer weit verzweigten Hintergrundgeschichte dar. Kain war ursprünglich ein Mensch, der als junger Adliger ermordet wurde und dann als Vampir wiedererweckt wurde. Nachdem Kain sich an seinen Mördern gerächt hat, versucht er zuerst den Vampirfluch loszuwerden, findet jedoch schließlich Gefallen an seinem neuen Seinszustand und erkennt, dass den Vampiren als übermenschlichen Wesen eine Führungsrolle in Nosgoth zukommt. Er verstrickt sich immer mehr in die kriegerischen Auseinandersetzungen der Menschen, bis er schließlich erfährt, dass er sich opfern muss, um das Gleichgewicht der Kräfte in Nosgoth wiederherzustellen und das Land zu heilen. Kain entscheidet sich gegen die Selbstopferung und beschließt stattdessen, das Land unter seine Herrschaft zu bringen. Seine größten Widersacher sind dabei die Sarafanen, ein Orden, der sich die Vernichtung der Vampire zum Ziel gesetzt hat. Als er die Sarafanen schließlich besiegt hat, macht er dessen getötete Anführer zu Vampiren, die fortan als seine Söhne und Statthalter dienen sollen. Einer von ihnen ist Raziel, der zum zweiten Hauptcharakter der Serie wird. Als er sich schneller als sein Meister entwickelt, versucht Kain, ihn zu vernichten, und wirft ihn in den Seelenfluss. Dort wird Raziel anscheinend von einer alten Gottheit, die sich zunutze macht, dass Raziel nicht sterben kann, zu neuem Leben erweckt. Raziel versucht seitdem, sich an Kain und seinen „Brüdern“ zu rächen, von denen ihm einer entwischt. Namensgeber des Soul-Reaver-Zweiteilers ist zum einen das legendäre Schwert, das Kain besaß und dann mit Raziel verschmolz, und zum anderen die Äußerung des alten Gottes, dass Raziel fortan sein Todesengel, sein Soul Reaver sei. Am Ende von Soul Reaver öffnet Kain ein Zeitentor, durch welches er in die Zeit der Sarafanen entwischt. Im Laufe von Soul Reaver 2 benutzt Raziel ebenfalls Zeitströme, um die Geschichte Nosgoths zu erforschen und Antworten auf seine Fragen zu finden. Am Ende von Soul Reaver 2 kommt er in physischen Kontakt mit dem materiellen Soul Reaver, der versucht seine Seele zu verschlingen. Dadurch gerät er wieder in die Fänge der alten Gottheit, die ihn wegen seiner Auflehnung 500 Jahre in der Unterwelt bindet. Die „alte Gottheit“ erweist sich später als Parasit, der sich in Nosgoth eingerichtet hat und dessen Kraft durch jede Seele wächst, die seine Seelenräuber ihm fangen.

### Paradoxa durch Zeitreisen
In Nosgoth hat jedes Wesen einen vorherbestimmten Pfad, dem es folgen muss. In Legacy of Kain: Blood Omen und auch in Legacy of Kain: Soul Reaver 2 unternehmen Charaktere immer wieder Zeitreisen, um die Vergangenheit zu erforschen oder zu beeinflussen. Dabei verursachen sie durch bestimmte Taten auch Paradoxa, die die Geschichte in ihren Grundfesten erschüttern. Das sogenannte Großvaterparadoxon wird dabei so gelöst, dass sowohl die Vergangenheit als auch die Zukunft so umgeformt werden, dass der Endzustand (der Zeitpunkt des Paradoxons) trotzdem kausal logisch bleibt. Dabei vergessen die Protagonisten die Geschehnisse aus den alten Zeitsträngen und neue Erinnerungen entstehen, die der Spieler erst im weiteren Lauf der Spiele nachvollziehen kann. So spielt „Blood Omen 2“ chronologisch zwar vor „Soul Reaver 2“, allerdings stellt die Handlung ersteren Spieles einen alternativen Zeitstrang dar, der durch die Zeitparadoxa letzteren Spieles entstand.

## Spiele

### Blood Omen: Legacy of Kain
Blood Omen wurde von Silicon Knights entwickelt und 1996 für die PlayStation und Windows veröffentlicht. Das Spiel wird in der Isometrischen Perspektive dargestellt. Die Handlung beginnt mit der Ermordung Kains und seinem Rachefeldzug, der ihn schließlich zum Heiligtum der Säulen von Nosgoth führt, wo er erfährt, dass sein Schicksal im Zusammenhang zum drohenden Untergang Nosgoths steht.

### Legacy of Kain: Soul Reaver
Soul Reaver wurde von Crystal Dynamics entwickelt und 1999 für PlayStation, Sega Dreamcast und Windows veröffentlicht. Dabei wurde, wie in allen folgenden Spielen der Serien, die Third-Person-Perspektive verwendet. Handlung und Spielgeschehen erfolgt aus der Sicht von Raziel, der nach seiner Ermordung als geisterhaftes Geschöpf zurückkehrt, um sich an seinem ehemaligen Herrn Kain und seinen degenerierten Vampirbrüdern zu rächen. Das Entwicklungsstudio Aspyr Media als Teil der Embracer Group entwickelte eine Remasterversion von Legacy of Kain: Soul Reaver, die am 10. Dezember 2024 erschienen ist.

### Legacy of Kain: Soul Reaver 2
Die direkte Fortsetzung der Geschichte von Soul Reaver erschien mit einer verbesserten Grafikengine 2001 für PlayStation 2 und Windows. Raziels Rachefeldzug gegen Kain wird fortgesetzt und die ihm vom Schicksal zugedachte Rolle näher beleuchtet. Dabei wurde die prägnante deutsche Synchronstimme von Raziel aus dem Vorgänger durch die von Udo Schenk, u. a. Stimme von Kevin Bacon und Gary Oldman, ersetzt. Auch für Legacy of Kain: Soul Reaver 2 entwickelte Aspyr Media eine Remasterversion, die ebenfalls am 10. Dezember 2024 erschienen ist.

### Legacy of Kain: Blood Omen 2
Der vierte Teil der Serie wurde 2002 für PlayStation 2, Xbox, GameCube und Windows herausgebracht. Die Handlung spielt zeitlich vor Soul Reaver und dreht sich um Kains Kampf gegen die Sarafanen und seinem Weg zum Herrscher über Nosgoth. Nachdem Kain (hier gesprochen von Martin Kessler, der deutschen Synchronstimme von Nicolas Cage) vom mächtigen Lord Sarafan geschlagen wurde, wurde der Einfluss der Vampire zurückgedrängt und von den Sarafanen ein autoritäres Regime in der Hauptstadt Meridian eingerichtet. Als Kain nach langer Zeit aus einem todesähnlichen Schlaf erwacht, richten sich die Hoffnungen der im Untergrund lebenden Vampire auf ihn.

### Legacy of Kain: Defiance
Der fünfte und bisher letzte Teil der Serie erschien 2003 für PlayStation 2, Xbox und Windows. In diesem Spiel, das Züge eines Finales hat, übernimmt man abwechselnd die Rolle der beiden Hauptcharaktere Kain und Raziel, die, wie es zuerst  scheinen mag, sich in einem endgültigen Kampf gegenseitig zu besiegen versuchen. Es stellt sich nach dem Kampf heraus, wer die wahre Gefahr ist.

### Spielportierungen
Anfang 2012 gab Square Enix bekannt, die von Crystal Dynamics entwickelten Titel der Serie auf der Verkaufsplattform Steam zu veröffentlichen. Mangels Entwicklungskosten blieb jedoch eine XInput-Steuerungsvariante aus und die bereits vorhandene DInput-Steuerung wurde neben der Tastatur+Maus Steuerung bevorzugt. Dieses Problem lässt sich jedoch mit Fanpatches per XPadder umgehen.